# Jan Szpet
Jan Szpet (ur. 18 października 1949 w Poniecu) – polski prezbiter katolicki, profesor nauk teologicznych, specjalizujący się w zakresie katechetyki. Autor publikacji z dziedziny teorii katechezy oraz podręczników do nauki religii. Dziekan Wydziału Teologicznego Uniwersytetu im. Adama Mickiewicza w Poznaniu w latach 2008-2016.

## Życiorys
Święcenia kapłańskie przyjął w 1973 r. W kolejnych latach uzyskał stopień doktora (Działalność katechetyczna Ośrodka Poznańskiego w latach 1945–1961), a następnie doktora habilitowanego nauk teologicznych (Historia biblijna i typy jej podręczników w nauczaniu katolickim w Wielkim Księstwie Poznańskim w porównaniu z nauczaniem biblijnym w Niemczech). W roku 2000 uzyskał tytuł naukowy profesora.
Od 2012 roku był kierownikiem Zakładu Katechetyki i Pedagogiki Chrześcijańskiej na Wydziale Teologicznym UAM (wcześniej, od 1998 roku był kierownikiem Zakładu Katechetyki). W latach 2005–2008 pełnił funkcję prodziekana ds. nauki Wydziału Teologicznego UAM. Od roku 2008 do 2016 był dziekanem Wydziału Teologicznego UAM. Jest również konsultorem Komisji Wychowania Katolickiego Konferencji Episkopatu Polski oraz jej rzeczoznawcą ds. oceny programów i podręczników katechetycznych, pełnił także funkcję przewodniczącego referatu katechetycznego Kurii Metropolitalnej w Poznaniu.

Członek Rady Programowej miesięcznika „Katecheta”. Autor i redaktor 110 podręczników i pomocy katechetycznych.